# 797-й отдельный разведывательный артиллерийский дивизион
797-й отдельный разведывательный артиллерийский Новгородский дивизион Резерва Главного Командования — воинское формирование Вооружённых Сил СССР, принимавшее участие в Великой Отечественной войне.
Сокращённое наименование — 797-й орадн РГК.

## История
Сформирован на базе радн 442 кап 2-й уд.  армии 7 мая 1942 года.
В действующей армии с 07.05.1942 по 15.06.1944.
В ходе Великой Отечественной войны вёл артиллерийскую разведку в интересах артиллерии соединений2-й уд.  армии , 4-й армии , 8-й армии , 52-й армии  , 54-й армии ,  59-й армии ,  23-й армии Волховского и Ленинградского фронтов.
15 июня 1944 года в соответствии с приказом НКО СССР от 16 мая 1944 года №0019, директивы заместителя начальника Генерального штаба РККА от 22 мая 1944 г. №ОРГ-2/476 797-й орадн обращён на формирование 47 гв. пабр 23-й армии .

## Состав
С 2 мая 1942 года штат 08/97
- Штаб
- Хозяйственная часть
- Батарея звуковой разведки (БЗР)
- Батарея топогеодезической разведки (БТР)
- Взвод оптической разведки (ВЗОР)
- Фотограмметрический взвод (ФВ)
- Артиллерийский метеорологический взвод (АМВ) (с января 1943 года передан в штабную батарею УКАрт армии)
- Хозяйственный взвод
- Пункт медицинской помощи

С августа 1943 года штат 08/555
- Штаб
- Хозяйственная часть
- 1-я Батарея звуковой разведки (1-я БЗР)
- 2-я Батарея звуковой разведки (2-я БЗР)
- Батарея топогеодезической разведки (БТР)
- Взвод оптической разведки (ВЗОР)
- Фотограмметрический взвод (ФВ)
- Хозяйственный взвод
- Пункт медицинской помощи

## Подчинение
| Дата                | Фронт                                | Армия         | Корпус | Дивизия | Бригада | Примечания |
| ------------------- | ------------------------------------ | ------------- | ------ | ------- | ------- | ---------- |
| 7.05.42 -27.08.42г. | Волховский фронт                     | 2-я уд. армия | -      | -       | -       | -          |
| 28.08.42 -1.10.42г  | Волховский фронт                     | 8-я армия     | -      | -       | -       | -          |
| 1.10.42-1.02 43г.   | Волховский фронт                     | -             | -      | -       | -       | -          |
| 1.02.43-30.03.43г   | Волховский фронт                     | 52-я армия    | -      | -       | -       | -          |
| 1.04.43-30.11.43г   | Волховский фронт                     | 4-я армия     | -      | -       | -       | -          |
| 1.12.43-16.02.44г   | Волховский фронт                     | 59-я армия    | -      | -       | -       | -          |
| 18.02.44-30.04.44г  | Волховский фронт Ленинградский фронт | 54-я армия    | -      | -       | -       | -          |
| 1.05.44-15.06.44г   | Ленинградский фронт                  | 23-я армия    | -      | -       | -       | -          |

## Командование дивизиона
Командир дивизиона
- майор Семёнов Павел Павлович

Начальник штаба дивизиона
- капитан Бардин
- гв. капитан Рыбаков Валерий Иванович

Заместитель командира дивизиона по политической части
- майор Нечипорук Филипп Григорьевич

Помощник начальника штаба дивизиона
- ст. лейтенант Конотопов Прокопий Петрович

Помощник командира дивизиона по снабжению
- капитан Зайкин Анатолий Степанович

## Командиры подразделений дивизиона
Командир  БЗР (до октября 1943 года)
- капитан Эйдельман Монус Двидович

Командир 1-й БЗР
- капитан Эйдельман Монус Двидович

Командир 2-й БЗР
- ст. лейтенант Хапов Павел Степанович

Командир БТР
- гв. капитан Стрельников Михаил Иванович

Командир ВЗОР
- ст. лейтенант Лебедов Юрий Александрович

Командир ФГВ
- ст. техник- лейтенант Ручкин Виктор Борисович

## Награды и почётные наименования
| Награды и наименования             | дата          | за что получена |
| ---------------------------------- | ------------- | --- |
| Почетное наименование Новгородский | 21.01.1944 г. | присвоено приказом Верховного Главнокомандующего № 09 от 21 января 1944 года за отличие в боях с немецкими захватчиками за освобождение города Новгород. |